# Sandići
Sandići är ett samhälle i Bosnien och Hercegovina.   Det ligger i distriktet Brčko, i den nordöstra delen av landet, 120 km norr om huvudstaden Sarajevo. Sandići ligger 109 meter över havet och antalet invånare är 420.
Terrängen runt Sandići är platt. Närmaste större samhälle är Brčko, 7,8 km nordväst om Sandići. 
Trakten runt Sandići består till största delen av jordbruksmark. Runt Sandići är det ganska tätbefolkat, med 67 invånare per kvadratkilometer.